# 디 리스
디 리스(Dee Rees, 1977년 2월 7일 ~ )는 미국의 영화 감독, 영화 각본가이다.

## 작품 목록
- 오렌지 보우 (2005, 단편)
- 파리아 (2007, 단편)
- Colonial Gods (2009, 단편)
- Eventual Salvation (2008)
- 파리아 (2011)
- 베시 (2015)
- 치욕의 대지 (2017)
- 마지막 게임 (2020)